# John Redmond

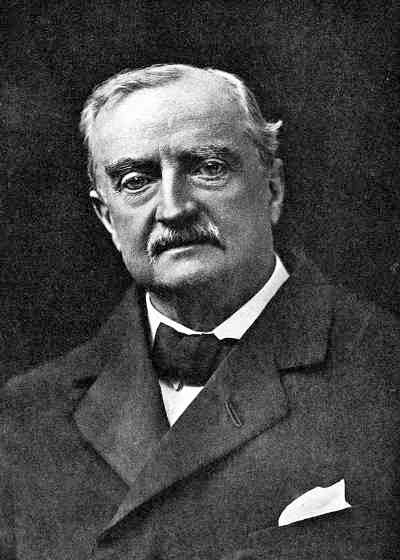
John Redmond, 1917

John Edward Redmond (* 1. September 1856 in Ballytrent, County Wexford; † 6. März 1918 in Dublin) war von 1900 bis 1918 der Führer der Irish Parliamentary Party.

## Erste politische Schritte
John Redmond wurde im Jahr 1856 im County Wexford in Irland geboren. Er wurde in eine nationalistische Familie hineingeboren. Sein Vater William Archer Redmond (1825–1880) war ein nationalistischer Parlamentsabgeordneter gewesen. Seine Erziehung bekam er bei den Jesuiten im Clongowes Wood College und am Trinity College in Dublin. Anschließend studierte Redmond am King’s Inns in Dublin und wurde Anwalt. Wie sein Vater ging er früh in die Politik. Bereits 1880 wurde er als Abgeordneter für die Nationalist Party (seit 1882 als Irish Parliamentary Party bekannt) im Wahlkreis New Ross gewählt. Er war Abgeordneter für New Ross von 1880 bis 1885, für North Wexford 1885 bis 1891 und schließlich für die Stadt Waterford von 1891 bis zu seinem Tod im Jahr 1918.
Als ein Anhänger Parnells, war Redmond ein leidenschaftlicher Gegner des gewalttätigen Nationalismus. Er trat für Home Rule, eine begrenzte Form der Selbstverwaltung Irlands innerhalb des Vereinigten Königreichs, ein. Beim Auseinanderbrechen der Irish Parliamentary Party über die Beziehung Parnells zu Katharine O’Shea, der Frau eines Abgeordneten der Partei, die er später heiratete, stand Redmond auf Parnells Seite. Er führte die Pro-Parnell-Partei von dessen Tod 1891 bis zur Wiedervereinigung der Partei im Jahr 1900. Bei der Vereinigung wurde er zum Vorsitzenden der Gesamtpartei gewählt.

## Der Kampf um Home Rule
Die Haushaltskrise von 1909 führte zu einer Beschränkung der Macht des House of Lords, welches zuvor den Haushalt blockiert hatte. Nachdem die Lords zwei Jahre später ihr Vetorecht verloren, wurde Home Rule für Irland wieder eine realistische Möglichkeit. Im Jahre 1894 hatten die Lords dies noch verhindert. Die Aussichten stiegen noch durch das Ergebnis der Wahlen von 1910. Sie verschafften der Irish Parliamentary Party die entscheidende Rolle bei der Regierungsbildung. 1912 brachte die Regierung von Herbert Asquith das dritte Home Rule-Gesetz ein. Wie erwartet blockierten die Lords diese Vorlage. Das Veto hatte jedoch, durch den Parliament Act von 1911, nur eine aufschiebende Wirkung für 2 Jahre.
Das Home Rule-Gesetz stieß bei vielen irischen Protestanten und dem Oranierorden in Ulster auf leidenschaftlichen Widerstand. Sie fürchteten in einem katholisch dominierten Staat an den Rand gedrängt zu werden. Die Unionisten befürchteten auch ökonomische Probleme. Ihre Sorge war, dass das überwiegend landwirtschaftlich geprägte Irland Zölle auf britische Waren erheben würde und Großbritannien dafür im Gegenzug mit Importbehinderungen für industrielle Produkte antwortet. Dies hätte das relativ stark industrialisierte Ulster am härtesten getroffen. Viele unionistische Führer drohten mit Gewaltanwendung, um Home Rule zu verhindern. Unterstützt wurden sie dabei von der britischen Conservative Party. Nach der sogenannten Curragh-Meuterei war das Land einem Bürgerkrieg bedrohlich nah. Asquith gab der Forderung der Lords nach und änderte den Home Rule Act 1914. Diese Änderung sah vor, dass sechs Countys (das heutige Nordirland) für eine gewisse Zeit von London und nicht von Dublin aus regiert werden sollten. Obwohl Redmond und seine Partei strikt gegen eine Teilung Irlands waren, stimmten sie schließlich widerwillig zu. Sie gingen von einer zeitlich begrenzten Teilung aus. Der geänderte Home Rule Act wurde im September 1914 verabschiedet. Durch den Ausbruch des Ersten Weltkrieges im August 1914 konnte das Gesetz aber nicht in Kraft treten. Da man mit einem kurzen Krieg rechnete, sollte es nach Beendigung des Krieges in Kraft treten.

## Das Scheitern seiner Politik
Redmond konnte also erwarten, dass er nach Ende des Krieges und dem Inkrafttreten von Home Rule der Kopf der neuen irischen Regierung sein würde. Als Gegenleistung für das Home Rule-Versprechen bot er der britischen Regierung die volle Unterstützung der Kriegsanstrengungen durch Irland an. Er fürchtete, dass eine deutsche Expansion die Freiheit aller friedliebenden Menschen in Europa bedrohen würde. Deshalb war es Irlands Pflicht, alles in seinen Möglichkeiten Stehende zu tun, um die Freiheit der kleinen Nationen zu verteidigen. Außerdem erhoffte er sich, dass dieses Wohlverhalten der Iren eine Teilung noch abwenden könnte. Redmond bat das Kriegsministerium, eine eigene irische Brigade, ähnlich der Ulster Volunteer Force, aufstellen zu dürfen. Die Briten waren aber misstrauisch gegenüber Redmonds Absichten. Sie wollten keine irische Brigade, die von irischen Offizieren befehligt wurde. Es wurde schließlich nur eine irische Division mit englischen Offizieren aufgestellt.
Der Osteraufstand von 1916, initiiert von Teilen der Irish Volunteers und der Irish Citizen Army, war ein schwerer Schlag für seine gemäßigte, auf Gewaltlosigkeit basierende Politik. Die Hinrichtung der Anführer des Aufstandes als Verräter und der Versuch im Frühjahr 1918, die Wehrpflicht auch in Irland einzuführen, stärkten die radikalen Republikaner, die sich mit Home Rule nicht zufriedengeben wollten. Die Irish Party zog zwar aus Protest gegen die Einführung der Wehrpflicht aus dem Parlament in Westminster aus, aber die Stimmung in Irland war schon längst zugunsten von Sinn Féin, unter der Führung von Eamon de Valera, gekippt. Dennoch versuchte Redmond noch einmal im Jahre 1917, alle irischen Konfliktparteien an einen Tisch zu bekommen, um eine verfassungsgemäße Lösung der Streitfragen voranzutreiben. Im Juli 1917 trat auch tatsächlich eine Irish Convention genannte Versammlung zusammen. Da sie aber von Sinn Féin boykottiert wurde und die Unionisten keinerlei Kompromissbereitschaft zeigten, war sie zum Scheitern verurteilt.
Redmonds Ziele waren nicht mehr zeitgemäß und stießen mittlerweile auch bei den meisten Iren auf Ablehnung. Die vernichtende Niederlage seiner Partei bei der Unterhauswahl 1918 musste Redmond nicht mehr miterleben. Er starb im März 1918, im Alter von 61 Jahren, während einer Routineoperation. Sein Sohn William Redmond war Captain der Irischen Streitkräfte und auch Politiker.